# Alice Liddell como Reina de Mayo
Alice Riddell como Reina de Mayo o La Reina de Mayo (en inglés: «The Queen of May», en el catálogo de la Universidad de Princeton, "Alice Liddell, hija del decano del Christ Church College" —en inglés: «Alice Liddell, daughter of the Dean of Ch. Ch.»- y que aparece en algunas ediciones como "Alice P. Liddell (con corona)" (en inglés: «Alice P. Liddell (in wreath)») es una fotografía escenificada de Lewis Carroll, que representa a Alice Liddell como la heroína de las celebraciones populares del Primero de Mayo en las Islas Británicas.

## Сreación y destino de la fotografía

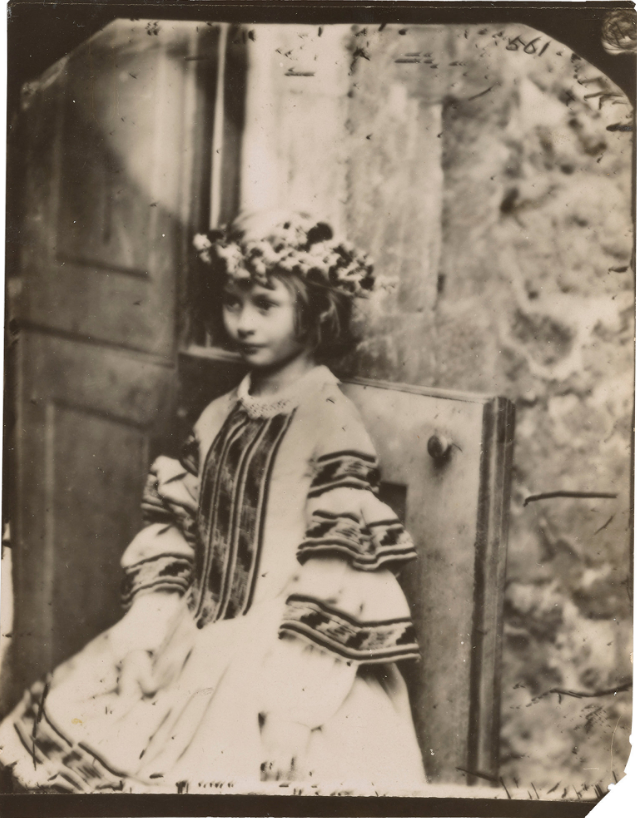
Lewis Carroll; La Reina de Mayo, 1860, Biblioteca y Museo Morgan.

La fotografía es parte de la colección de la Biblioteca de la Universidad de Princeton, número de acceso Z-PH-LCA-III.5. Aparece allí bajo el título de "Alice Liddell, hija del decano de Christ Church" (en inglés: «Alice Liddell, daughter of the Dean of Ch. Ch.»). La fotografía era parte del Álbum III de Lewis Carroll (estaba en la página 5). Tamaño: 8 1/2 x 11 centímetros. La técnica: colodión húmedo sobre papel fotográfico a la albúmina. Hay otra copia de la fotografía en la Biblioteca y Museo Morgan (es una imagen especular, o sea invertida, del positivo de la Biblioteca de Princeton). Pasó a formar parte de la colección como regalo de Arthur A. Houghton.
Otro positivo de esta fotografía del escritor fue incluido en la exhibición de la exposición internacional "La raza humana" (en inglés: «The Family of Man») en 1955 en el Museo de Arte Moderno de Nueva York. El proyecto fue supervisado por Edward Steichen. La exposición contó con 503 fotografías procedentes de 68 países, pertenecientes a 273 fotógrafos. La Gran Bretaña victoriana estuvo representada por la fotografía de Carroll La Reina de Mayo (1860). La exposición viajó por todo el mundo durante ocho años y se mostró en treinta y siete países de seis continentes. La fotografía se encuentra actualmente en exposición permanente como parte de esta colección en la sala de exposiciones de Clervaux.
En las fotografías creadas una tras otra, Alice Liddell como Reina de Mayo y Alice Liddell con helecho, el historiador del arte Robert Douglas-Fairhurst ve evidencia de la creciente cercanía entre Carroll y la niña. En mayo o junio de 1860, Carroll la fotografió luciendo una corona de flores como la Reina de Mayo, el primer retrato no de una celebridad, como Carroll había intentado fotografiar anteriormente, sino de una persona privada. El álbum III se abre con fotografías de figuras tan importantes como Alfred Tennyson y el príncipe heredero Federico de Dinamarca. Carroll escribió en su álbum "Miss Alice Liddell", inicialmente a lápiz; más tarde rehizo la inscripción mucho menos formal: "Alice Liddell", esta vez con tinta. La fotografía se basó en la trama del poema de Alfred Tennyson de 1833 "La reina de mayo". Al mismo tiempo, pero un poco más tarde, se tomó la fotografía "Alice Liddell con helecho". El historiador del arte Robert Douglas-Fairhurst señala que Carroll puede haber tenido objetivos técnicos específicos en mente en estas dos fotografías:
- En aquella época, fotografiar el color verde se consideraba difícil (en esta foto, hay una corona en la cabeza de la niña);
- Bajo condiciones de exposición prolongada, fue extremadamente difícil capturar la media sonrisa en los labios de Alice, que es lo que Carroll intentó lograr.

Según el experto en arte de Carroll, la corona de flores de la niña puede contener una alusión humorística a la idea, común entre los educadores victorianos, de que los niños tienen muchas cosas en común con las plantas (naturales, hermosas y salvajes) y que se necesitaba mucho tiempo y esfuerzo para "domesticar" y "civilizar" (educarlos y entrenarlos en la dirección correcta) estas "plantas".

## Trasfondo:la Reina de Mayoen la tradiciónfolclóricay el poema de Tennyson

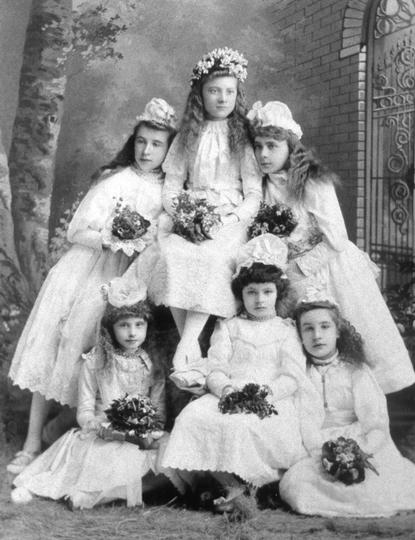
La Reina de Mayo y su corte, Columbia Británica, alrededor de 1887.

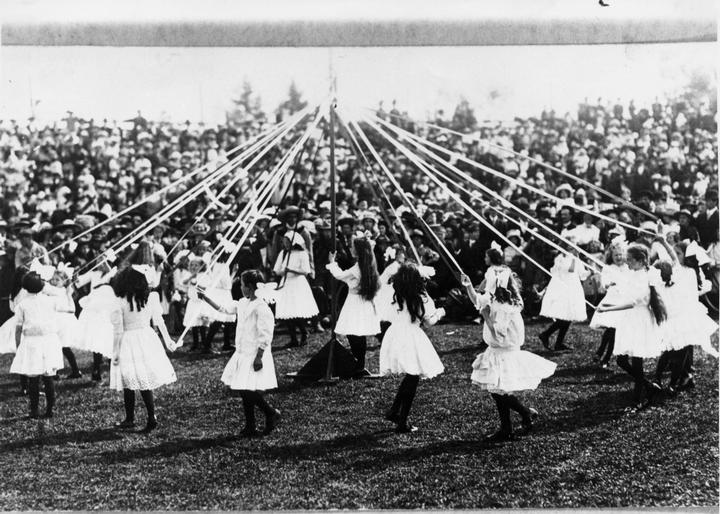
Danza en torno al Árbol de Mayo en las celebraciones del Primero de Mayo en New Westminster, Columbia Británica, Canadá, 1913.

La Reina de Mayo era una niña o una joven doncella elegida por su belleza como "reina" en los juegos populares del primero de mayo, donde portaba una corona de flores y hojas. La fiesta se celebraba el primer domingo de mayo en Inglaterra, con el baile alrededor del Árbol de Mayo y la elección y coronación de la reina. La muchacha más bella de la zona se convertía en la Reina de Mayo, simbolizando la juventud y el despertar de la naturaleza en primavera tras el letargo invernal. La Reina de Mayo elegía a un cogobernante, el Rey de Mayo, así como a sus damas de honor. El 1 de mayo los celtas celebraban Beltane, encendiendo hogueras en honor al dios del sol. En la antigua Roma, se festejaba a la diosa de la primavera, Flora, con las floralias, del 28 de abril al 3 de mayo, con los participantes adornándose con guirnaldas de flores y hojas. Esas antiguas tradiciones paganas, como otras muchas, pervivieron después del establecimiento del cristianismo, simplemente las peticiones de prosperidad a espíritus de la naturaleza y dioses de la fertilidad fueron reemplazadas por acciones de gracias a Dios o, entre los católicos, a la Virgen María, con la que la Reina de Mayo fue asimilada. En la Edad Media, las iglesias se decoraban con guirnaldas y ramas durante la fiesta, como antes los templos.
Durante la fiesta, en Inglaterra desde finales del siglo XVIII el desfile era encabezado por un Jack in the Green, un participante metido dentro de una jaula cónica de mimbre totalmente cubierta de follaje y flores, mientras los demás tocaban flautas y cuernos, y en las zonas costeras conchas. Junto al Jack in the Green, bailaban el rey y la reina de mayo, acompañados de su séquito. En la Isla de Man, hasta finales del siglo XVIII se escenificaba una batalla improvisada entre la Reina de Mayo y la Reina del Invierno. El papel del Invierno habitualmente lo desempeñaba un hombre disfrazado de mujer. Si el Invierno lograba capturar a la Reina de Mayo, su séquito tenía que rescatarla. En Gales, se celebraban batallas similares, donde solo hombres podían participar en los combates. Invierno llevaba un caftán ribeteado de piel y un sombrero también de piel, portaba una vara de endrino y un escudo con mechones de lana de oveja pegados para representar la nieve. La vestimenta de su oponente (el Mayo): una camisola blanca entrelazada con guirnaldas de flores y un sombrero de ala ancha, con una rama de sauce como bastón. Las tropas de Invierno lanzaban paja seca y hojarasca al enemigo, mientras el ejército de Mayo contraatacaba con ramitas de abedul y brotes de helechos. Si ganaba Mayo, el comandante era nombrado rey y elegía a su reina.
En el sureste de Irlanda, el 1 de mayo la joven más bella del pueblo era elegida reina por un período de doce meses. Su cabeza era decorada con flores silvestres; presididas por ella había fiestas, bailes y competiciones entre pueblos, y la fiesta terminaba con una gran procesión. Si la reina se casaba antes del siguiente Primero de Mayo, perdía sus poderes, pero no se elegía una nueva reina hasta el siguiente 1 de mayo. En la ciudad de Halford, en el sur de Warwickshire, los niños caminaban de casa en casa el Primero de Mayo, marchando en parejas detrás del Rey y la Reina. Dos muchachos llevaban un palo de mayo de unos dos metros de altura, cubierto de flores y vegetación. Cerca de la parte superior había dos abrazaderas atadas en ángulo recto. También estaban decorados con flores, y de los extremos de estos yugos colgaban aros decorados. Los niños cantaban canciones de mayo y recibían regalos o dinero, que se destinaba a organizar una fiesta de té en la escuela. Celebraciones similares de los niños cantando y portando el Árbol de Mayo por la aldea también fueron comunes en toda Europa continental en el mundo rural hasta principios del siglo XX.  
La fiesta en Inglaterra alcanzó su apogeo durante el reinado del rey Enrique VIII, cuando la corte y el alto clero participaban en la celebración, pero con el desarrollo del capitalismo cayó en decadencia. El historiador del arte John Ruskin hizo una gran contribución al renacimiento de la fiesta de la Reina de Mayo a mediados del siglo XIX; gracias a sus esfuerzos, comenzó a celebrarse en las escuelas británicas, especialmente en las escuelas de niñas.  
El poema tríptico "La reina de mayo" fue publicado por Alfred Tennyson en 1833 y se incluyó en la colección de dos volúmenes de Idilios ingleses de Tennyson de 1842, una de las obras más populares del poeta en el siglo XIX.